# Angelo Lipparini
Angelo Lipparini (Bologna, 1801 – 1879) è stato un attore teatrale italiano.
Primo attore dal 1828 al 1829, fu capocomico fino al ritiro dalle scene (1852).